# Green Light: Freemasons EP
Green Light: Freemasons EP – minialbum amerykańskiej wokalistki Beyoncé Knowles, wydany 27 lipca 2007 roku. Składa się z remiksów czterech utworów jej autorstwa (pochodzących pierwotnie z albumu B’Day) w wykonaniu angielskiej grupy Freemasons.

## Lista utworów
| #  | Tytuł                                                                   | Autorzy                                                                          | Produkcja                          | Długość |
| -- | ----------------------------------------------------------------------- | -------------------------------------------------------------------------------- | ---------------------------------- | ------- |
| 1. | "Green Light" (remiks Freemasons Remix)                                 | Beyoncé Knowles, Pharrell Williams, Sean Garrett                                 | Beyoncé Knowles, The Neptunes      | 3:21    |
| 2. | "Beautiful Liar" (feat. Shakira) (klubowy remiks Freemasons Club Remix) | Beyoncé, Mikkel S. Eriksen, Tor Erik Hermansen, Amanda Ghost, Ian Dench          | Stargate, Beyoncé Knowles          | 7:33    |
| 3. | "Déjà Vu" (feat. Jay-Z) (radiowy miks Freemasons Radio Mix)             | Beyoncé, Rodney Jerkins, Delisha Thomas, Miriam Makeba, Keli Nicole Price, Jay-Z | Rodney Jerkins, Beyoncé Knowles    | 3:17    |
| 4. | "Ring the Alarm" (radiowa edycja klubowego miksu Freemasons)            | Beyoncé, Kasseem "Swizz Beatz" Dean, Sean Garrett                                | Knowles, Swizz Beatz, Sean Garrett | 3:28    |